# Circonscription électorale de Cáceres
Ne doit pas être confondu avec Circonscription autonomique de Cáceres.
La circonscription électorale de Cáceres est l'une des cinquante-deux circonscriptions électorales espagnoles utilisées comme divisions électorales pour les élections générales espagnoles.
Elle correspond géographiquement à la province de Cáceres.

## Historique
Elle est instaurée en 1977 par la loi pour la réforme politique puis confirmée avec la promulgation de la Constitution espagnole qui précise à l'article 68 alinéa 2 que chaque province constitue une circonscription électorale.

## Congrès des députés

### Synthèse
|             |       | 1977 | 1979 | 1982 | 1986 | 1989 | 1993 | 1996 | 2000 | 2004 | 2008 | 2011 | 2015 | 2016 | 04/19 | 11/19 | 2023 |
| ----------- | ----- | ---- | ---- | ---- | ---- | ---- | ---- | ---- | ---- | ---- | ---- | ---- | ---- | ---- | ----- | ----- | ---- |
| UCD         |       | 4    | 3    |      |      |      |      |      |      |      |      |      |      |      |       |       |      |
| AP & alliés |       |      |      | 1    | 2    |      |      |      |      |      |      |      |      |      |       |       |      |
| PSOE        |       | 1    | 2    | 4    | 3    | 3    | 3    | 3    | 2    | 2    | 2    | 2    | 2    | 2    | 2     | 2     | 2    |
| PP          |       |      |      |      |      | 2    | 2    | 2    | 3    | 2    | 2    | 2    | 2    | 2    | 1     | 1     | 2    |
| Cs          |       |      |      |      |      |      |      |      |      |      |      |      |      |      | 1     |       |      |
| Vox         |       |      |      |      |      |      |      |      |      |      |      |      |      |      |       | 1     |      |
|             |       |      |      |      |      |      |      |      |      |      |      |      |      |      |       |       |      |
| Total       | Total | 5    | 5    | 5    | 5    | 5    | 5    | 5    | 5    | 4    | 4    | 4    | 4    | 4    | 4     | 4     | 4    |

### 1977
| Parti | Parti | Députés                                                                                          |
| ----- | ----- | ------------------------------------------------------------------------------------------------ |
| UCD   |       | Manuel Bermejo Hernández, Santiago Parras Iglesias, Felipe Romero Morcillo, Juan Rovira Tarazona |
| PSOE  |       | Pablo Castellano Cardalliaguet                                                                   |

### 1979
| Parti | Parti | Députés                                                               |
| ----- | ----- | --------------------------------------------------------------------- |
| UCD   |       | Manuel Bermejo Hernández, Faustino Muñoz García, Juan Rovira Tarazona |
| PSOE  |       | Eusebio Cano Pinto, Pablo Castellano Cardalliaguet                    |

### 1982
| Parti  | Parti | Députés                                                                                              |
| ------ | ----- | --- |
| PSOE   |       | Eusebio Cano Pinto, Pablo Castellano Cardalliaguet, Victorino Mayoral Cortés, Antonio Olivenza Pozas |
| AP-PDP |       | Álvaro Simón Gutiérrez                                                                               |

- Pablo Castellano Cardalliaguet est remplacé en novembre 1985 par Juan Miguel Asperilla Sánchez.
- Álvaro Simón Gutiérrez est remplacé en février 1986 par Vicente Juan Villar.

### 1986
| Parti | Parti | Députés                                                                        |
| ----- | ----- | ------------------------------------------------------------------------------ |
| PSOE  |       | Victorino Mayoral Cortés, Victoriano Roncero Rodríguez, Mario Trinidad Sánchez |
| CP    |       | José Manuel Botella Crespo, Felipe Camisón Asensio                             |

- Mario Trinidad Sánchez est remplacé en janvier 1989 par María Florencia Prieto Moreno.

### 1989
| Parti | Parti | Députés                                                                         |
| ----- | ----- | ------------------------------------------------------------------------------- |
| PSOE  |       | Alejandro Cercas Alonso, Victorino Mayoral Cortés, Victoriano Roncero Rodríguez |
| PP    |       | Ramón Aguirre Rodríguez, Felipe Camisón Asensio                                 |

### 1993
| Parti | Parti | Députés                                                                      |
| ----- | ----- | ---------------------------------------------------------------------------- |
| PSOE  |       | Alejandro Cercas Alonso, Jaime Naranjo Gonzalo, Victoriano Roncero Rodríguez |
| PP    |       | Ramón Aguirre Rodríguez, Felipe Camisón Asensio                              |

- Felipe Camisón Asensio est remplacé en décembre 2015 par Amador Álvarez Álvarez.

### 1996
| Parti | Parti | Députés                                                                                  |
| ----- | ----- | ---------------------------------------------------------------------------------------- |
| PSOE  |       | Alejandro Cercas Alonso, María Inmaculada Fernández Ramiro, María del Carmen Heras Pablo |
| PP    |       | Ramón Aguirre Rodríguez, Amador Álvarez Álvarez                                          |

- Alejandro Cercas Alonso est remplacé en septembre 1999 par José María Álvarez Pereira.

### 2000
| Parti | Parti | Députés                                                                                          |
| ----- | ----- | ------------------------------------------------------------------------------------------------ |
| PP    |       | Ramón Aguirre Rodríguez, Amador Álvarez Álvarez, María José González del Valle García de la Peña |
| PSOE  |       | Victorino Mayoral Cortés, Inés María Rodríguez Cortés                                            |

- Ramón Aguirre Rodríguez est remplacé en septembre 2000 par Rafael Mateos Yuste.

### 2004
| Parti | Parti | Députés                                               |
| ----- | ----- | ----------------------------------------------------- |
| PSOE  |       | Manuela Holgado Flores, Victorino Mayoral Cortés      |
| PP    |       | Amador Álvarez Álvarez, Concepción González Gutiérrez |

### 2008
| Parti | Parti | Députés                                        |
| ----- | ----- | ---------------------------------------------- |
| PSOE  |       | María Antonia Trujillo, Carlos Trujillo Garzón |
| PP    |       | Carlos Floriano, Amador Álvarez Álvarez        |

### 2011
| Parti | Parti | Députés                                           |
| ----- | ----- | ------------------------------------------------- |
| PP    |       | Carlos Floriano, Rafael Rodríguez-Ponga Salamanca |
| PSOE  |       | Leire Iglesias Santiago, Pilar Lucio              |

- Rafael Rodríguez-Ponga est remplacé en avril 2012 par Concepción González Gutiérrez.

### 2015
| Parti | Parti | Députés                          |
| ----- | ----- | -------------------------------- |
| PP    |       | Carlos Floriano, Dolores Marcos  |
| PSOE  |       | Pilar Lucio, César Ramos Esteban |

### 2016
| Parti | Parti | Députés                          |
| ----- | ----- | -------------------------------- |
| PP    |       | Carlos Floriano, Dolores Marcos  |
| PSOE  |       | Pilar Lucio, César Ramos Esteban |

### Avril 2019
| Parti | Parti | Députés                                                 |
| ----- | ----- | ------------------------------------------------------- |
| PSOE  |       | Ana Belén Fernández Casero, César Joaquín Ramos Esteban |
| PP    |       | Alberto Casero Ávila                                    |
| Cs    |       | María Victoria Domínguez Paredes                        |

### Novembre 2019
| Parti | Parti | Députés                                                 |
| ----- | ----- | ------------------------------------------------------- |
| PSOE  |       | Ana Belén Fernández Casero, César Joaquín Ramos Esteban |
| PP    |       | Alberto Casero Ávila                                    |
| Vox   |       | María Magdalena Nevado del Campo                        |

- Alberto Casero (PP) est remplacé en mars 2023 par Dolores Marcos.

### 2023
| Parti | Parti | Députés                                           |
| ----- | ----- | ------------------------------------------------- |
| PSOE  |       | Begoña García Bernal, César Joaquín Ramos Esteban |
| PP    |       | Cristina Elena Teniente Sánchez, Carlos Floriano  |

Begoña García (PSOE) est remplacée le 19 décembre 2023 par Emilia Almodóvar Sánchez.

## Sénat

### Synthèse
|             |       | 1977 | 1979 | 1982 | 1986 | 1989 | 1993 | 1996 | 2000 | 2004 | 2008 | 2011 | 2015 | 2016 | 04/19 | 11/19 | 2023 |
| ----------- | ----- | ---- | ---- | ---- | ---- | ---- | ---- | ---- | ---- | ---- | ---- | ---- | ---- | ---- | ----- | ----- | ---- |
| UCD         |       | 3    | 3    |      |      |      |      |      |      |      |      |      |      |      |       |       |      |
| AP & alliés |       |      |      | 1    | 1    |      |      |      |      |      |      |      |      |      |       |       |      |
| PSOE        |       | 1    | 1    | 3    | 3    | 3    | 3    | 3    | 1    | 3    | 3    | 1    | 1    | 1    | 3     | 3     | 2    |
| PP          |       |      |      |      |      | 1    | 1    | 1    | 3    | 1    | 1    | 3    | 3    | 3    | 1     | 1     | 2    |
|             |       |      |      |      |      |      |      |      |      |      |      |      |      |      |       |       |      |
| Total       | Total | 4    | 4    | 4    | 4    | 4    | 4    | 4    | 4    | 4    | 4    | 4    | 4    | 4    | 4     | 4     | 4    |

### 1977
| Parti | Parti | Sénateurs                                                               |
| ----- | ----- | ----------------------------------------------------------------------- |
| UCD   |       | Pedro Cañada Castillo, Joaquín Hurtado Simón, Antonio Rodríguez Reguera |
| PSOE  |       | Pablo Naranjo Porras                                                    |

### 1979
| Parti | Parti | Sénateurs                                                           |
| ----- | ----- | ------------------------------------------------------------------- |
| UCD   |       | Pedro Cañada Castillo, Raimundo García Arroyo, Rafael López Gamonal |
| PSOE  |       | Juan Manuel Cuadrado Abril                                          |

### 1982
| Parti  | Parti | Sénateurs                                                                       |
| ------ | ----- | ------------------------------------------------------------------------------- |
| PSOE   |       | José Acevedo Llopis, María Ángeles Bujanda Alegría, Juan Ángel Iglesias Marcelo |
| AP-PDP |       | Juan Francisco Serrano Pino                                                     |

### 1986
| Parti | Parti | Sénateurs                                                                                  |
| ----- | ----- | ------------------------------------------------------------------------------------------ |
| PSOE  |       | Francisco Javier Hernández de Cáceres, Juan Ángel Iglesias Marcelo, Antonio Olivenza Pozas |
| CP    |       | Emiliano Sanz Escalera                                                                     |

### 1989
| Parti | Parti | Sénateurs                                                                                  |
| ----- | ----- | ------------------------------------------------------------------------------------------ |
| PSOE  |       | Antonio Olivenza Pozas, Francisco Javier Hernández de Cáceres, Juan Ángel Iglesias Marcelo |
| PP    |       | Ángel Carlos Bernáldez Rodríguez                                                           |

- Antonio Olivenza Pozas est remplacé en mars 1992 par María Inmaculada Fernández Ramiro.

### 1993
| Parti | Parti | Sénateurs                                                                                             |
| ----- | ----- | --- |
| PSOE  |       | María Inmaculada Fernández Ramiro, Francisco Javier Hernández de Cáceres, Juan Ángel Iglesias Marcelo |
| PP    |       | Ángel Carlos Bernáldez Rodríguez                                                                      |

### 1996
| Parti | Parti | Sénateurs                                                                                     |
| ----- | ----- | --------------------------------------------------------------------------------------------- |
| PSOE  |       | Elia María Blanco Barbero, Francisco Javier Hernández de Cáceres, Juan Ángel Iglesias Marcelo |
| PP    |       | Ángel Carlos Bernáldez Rodríguez                                                              |

### 2000
| Parti | Parti | Sénateurs                                                                                     |
| ----- | ----- | --------------------------------------------------------------------------------------------- |
| PP    |       | Ángel Carlos Bernáldez Rodríguez, Rosa María Fernández Pacheco, José Manuel García Ballestero |
| PSOE  |       | José Manuel Acuña Bravo                                                                       |

- Ángel Carlos Bernáldez Rodríguez, mort en fonction le 22 décembre 2003, est remplacé par María Rosario Hontoria Barberó.

### 2004
| Parti | Parti | Sénateurs                                                                            |
| ----- | ----- | ------------------------------------------------------------------------------------ |
| PSOE  |       | Juan Antonio Álvarez Fernández, José Javier Corominas Rivera, Rafaela Fuentes García |
| PP    |       | José Manuel García Ballestero                                                        |

- José Javier Corominas Rivera est remplacé en février 2005 par Lidia Redondo de Lucas.

### 2008
| Parti | Parti | Sénateurs                                                                  |
| ----- | ----- | -------------------------------------------------------------------------- |
| PSOE  |       | Rafaela Fuentes García, Vicente Llanos Vázquez, Ángel Rafael Pacheco Rubio |
| PP    |       | José Manuel García Ballestero                                              |

- Rafael Pacheco (PSOE) est remplacé en septembre 2008 par Lino González Melitón.

### 2011
| Parti | Parti | Sénateurs                                                             |
| ----- | ----- | --------------------------------------------------------------------- |
| PP    |       | Alberto Casero Ávila, María Elena Nevado del Campo, Pablo Elena Núñez |
| PSOE  |       | Juan Andrés Tovar Mena                                                |

- Elena Nevado est remplacée en juin 2015 par María García Muñoz.

### 2015
| Parti | Parti | Sénateurs                                                           |
| ----- | ----- | ------------------------------------------------------------------- |
| PP    |       | Laureano León Rodríguez, Amparo Monroy Sánchez, Rafael Mateos Yuste |
| PSOE  |       | Juan Andrés Tovar Mena                                              |

### 2016
| Parti | Parti | Sénateurs                                                           |
| ----- | ----- | ------------------------------------------------------------------- |
| PP    |       | Laureano León Rodríguez, Amparo Monroy Sánchez, Rafael Mateos Yuste |
| PSOE  |       | Juan Andrés Tovar Mena                                              |

- Juan Andrés Tovar (PSOE) est remplacé en juillet 2018 par Miguel Ángel Nacarino Muriel.

### Avril 2019
| Parti | Parti | Sénateurs                                                                      |
| ----- | ----- | ------------------------------------------------------------------------------ |
| PSOE  |       | Miguel Ángel Nacarino Muriel, María Isabel Moreno Duque, Javier Garcinuño Rama |
| PP    |       | Carlos Floriano                                                                |

### Novembre 2019
| Parti | Parti | Sénateurs                                                                      |
| ----- | ----- | ------------------------------------------------------------------------------ |
| PSOE  |       | Miguel Ángel Nacarino Muriel, María Isabel Moreno Duque, Javier Garcinuño Rama |
| PP    |       | Carlos Floriano                                                                |

### 2023
| Parti | Parti | Sénateurs                                               |
| ----- | ----- | ------------------------------------------------------- |
| PSOE  |       | Miguel Ángel Nacarino Muriel, María Isabel Moreno Duque |
| PP    |       | Mónica Grados Caro, Dolores Marcos                      |